# Partito Comunista di Grecia
Il Partito Comunista di Grecia (in greco: Κομμουνιστικό Κόμμα Ελλάδας, Kommounistiko Komma Elladas; IPA: [komunistiˈko ˈkoma eˈlaðas]), meglio conosciuto con l'acronimo di KKE (pronunciato spesso dai Greci kappa-kappa-epsilon o ku-ku-eh), è un partito politico greco d'ispirazione marxista-leninista. Si pone come obiettivo l'abbattimento della società capitalista e l'instaurazione del comunismo. Il KKE è anti-imperialista ed euroscettico e sostiene la necessità di uscire dalla NATO, dall'euro e dall'Unione europea, organizzazioni intese come rappresentazione degli interessi del capitalismo.
È il più vecchio partito sulla scena politica greca: venne fondato il 4 novembre 1918 con la denominazione di Partito Socialista del Lavoro di Grecia. Il KKE rivendica l'esperienza del socialismo attuato in Unione Sovietica fino alla guida di Stalin, considerando invece revisionista e corresponsabile del crollo dell'URSS la dirigenza sovietica da Nikita Chruščëv in poi.

## Storia

### Dalla fondazione alla proibizione

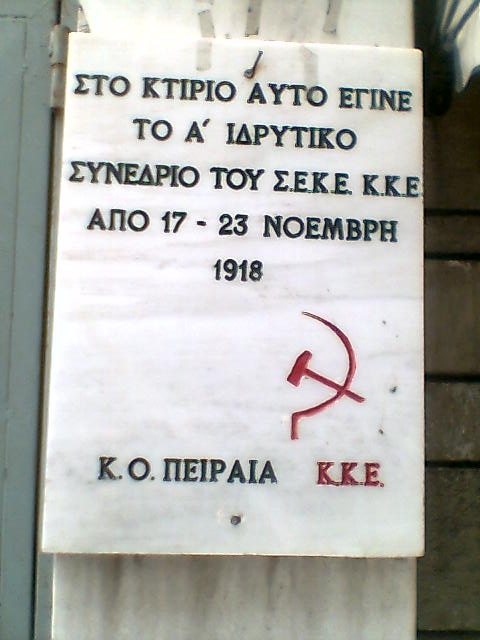
L'iscrizione recita: "In questo edificio ebbe luogo il primo congresso fondativo del Partito Comunista di Grecia (SEKE KKE)"

Il partito venne fondato il 4 novembre 1918 con il nome di SEKE (ΣEKE: Σοσιαλιστικό Εργατικό Κόμμα Ελλάδας = Partito Socialista del Lavoro di Grecia) da Abraham Benaroya. Il primo Comitato centrale era composto da N. Dimitratos, D. Ligdopoulos, M. Sideris, A. Arvanitis e S. Kokkinos. La fondazione del KKE è il risultato politico degli oltre 60 anni di lotte di piccoli gruppi anarchici, socialisti e comunisti che, seguendo l'esempio della Comune di Parigi, si proponevano come obiettivi immediati l'aumento dei salari, l'introduzione del giorno lavorativo di 8 ore in Grecia e la formazione di organizzazioni sindacali.
Con il suo secondo Congresso, la SEKE decise di aderire alla Terza Internazionale e prese il nome di SEKE-K (ΣEKE-K: Σοσιαλιστικό Εργατικό Κόμμα Ελλάδας-Κομμουνιστικό = Partito Socialista del Lavoro di Grecia-Comunista). Il nuovo comitato centrale era composto da N. e P. Dimitratos, Y. Kordatos, G. Doumas e M. Sideris.
Nel corso del terzo Congresso straordinario (1924), il SEKE-K divenne KKE e adottò il marxismo-leninismo e il centralismo democratico. La messa al bando da parte del dittatore Metaxas nel 1936 fece sì che il KKE fosse già in clandestinità quando la Grecia fu invasa dall'Italia fascista e fu così coinvolta nella seconda guerra mondiale. Il Partito Comunista di Grecia fu proibito, salvo rari e brevi periodi, fino al 1974.

### Seconda guerra mondiale e guerra civile

#### La Resistenza
Nel corso della seconda guerra mondiale, il KKE controllava il principale movimento di resistenza, l'EAM (Εθνικό Απελευθερωτικό Μέτωπο = Fronte nazionale di liberazione greco). Regioni molto vaste furono liberate nel corso della lotta e non furono più controllate dagli invasori italiani e tedeschi ma amministrate dall'EAM. Qui, nonostante l'egemonia dei comunisti, le idee socialiste non furono imposte; non vi fu né la riforma agraria né la collettivizzazione dei mezzi di produzione.
Fu invece attuata una forma di larga autonomia amministrativa, che proseguiva anche la tradizione greca fin dai tempi dell'Impero ottomano e si legava alla tradizionale sfiducia dei greci nei confronti del potere centrale. In tal modo il KKE tentava un esperimento di larga democrazia decentrata, giustificato dalle esigenze della guerra (quando il potere centrale era nelle mani dell'occupante) ma lontano dalla centralizzazione del comunismo staliniano.
(Aleka Paparīga, leader del partito.)

#### La guerra civile

Simbolo dell'Esercito Democratico Greco, esercito formato dal KKE durante la guerra civile..

Molto importante nella resistenza al nazismo e al fascismo, il KKE non poteva accettare il ritorno di un regime monarchico e reazionario, appoggiato e protetto da britannici e statunitensi; tanto più se si considera che quel governo monarchico aveva trascorso tutta la guerra in esilio, lontano dall'evoluzione della realtà greca. D'altra parte gli occidentali non potevano accettare un forte partito comunista in Grecia.
Si deve anche considerare che nel corso della conferenza di Teheran (novembre-dicembre 1943) Churchill e Stalin avevano deciso il destino della Polonia e della Grecia: l'una nel blocco filo-sovietico, l'altra in quello occidentale. Tutto ciò condusse ad una dura e sanguinosa guerra civile. Essa durò fino al 1949, con particolari caratteri di largo appoggio popolare (perfino da parte della Chiesa Ortodossa Greca) e di grande moderazione nell'attuazione delle riforme socialiste, come la socializzazione dei beni.
Al termine della guerra civile moltissimi comunisti greci si rifugiarono nei paesi del campo socialista per sfuggire alla repressione e alle condanne. Infatti la repressione contro il KKE non si fermò con la fine della guerra civile e migliaia di militanti e quadri dirigenti furono torturati o assassinati come Nikos Beloyannis, uno dei leader del partito, che fu arrestato, torturato e giustiziato nel 1952.
(Breve storia del Partito Comunista di Grecia)

### Scissione del KKE interno
Durante la Dittatura dei colonnelli, il KKE si scisse in due. Alcuni militanti condannarono la violenta repressione della Primavera di Praga. Si avvicinarono dunque alla linea del cosiddetto eurocomunismo, i cui maggiori rappresentanti erano i comunisti italiani; molti militanti comunisti greci, peraltro, vivevano in esilio in Italia e avevano stretti rapporti con il PCI. Questo gruppo prese il nome di KKE dell'interno ("ΚΚΕ εσωτερικού")
e chiamarono polemicamente KKE dell'esterno coloro che continuavano a far riferimento a Mosca.
Gli eredi del KKE-interno costituirono nel 1991 il movimento Coalizione della Sinistra, dei Movimenti e dell'Ecologia, oggi confluito nella Coalizione della Sinistra Radicale (SYRIZA).

### Legalizzazione

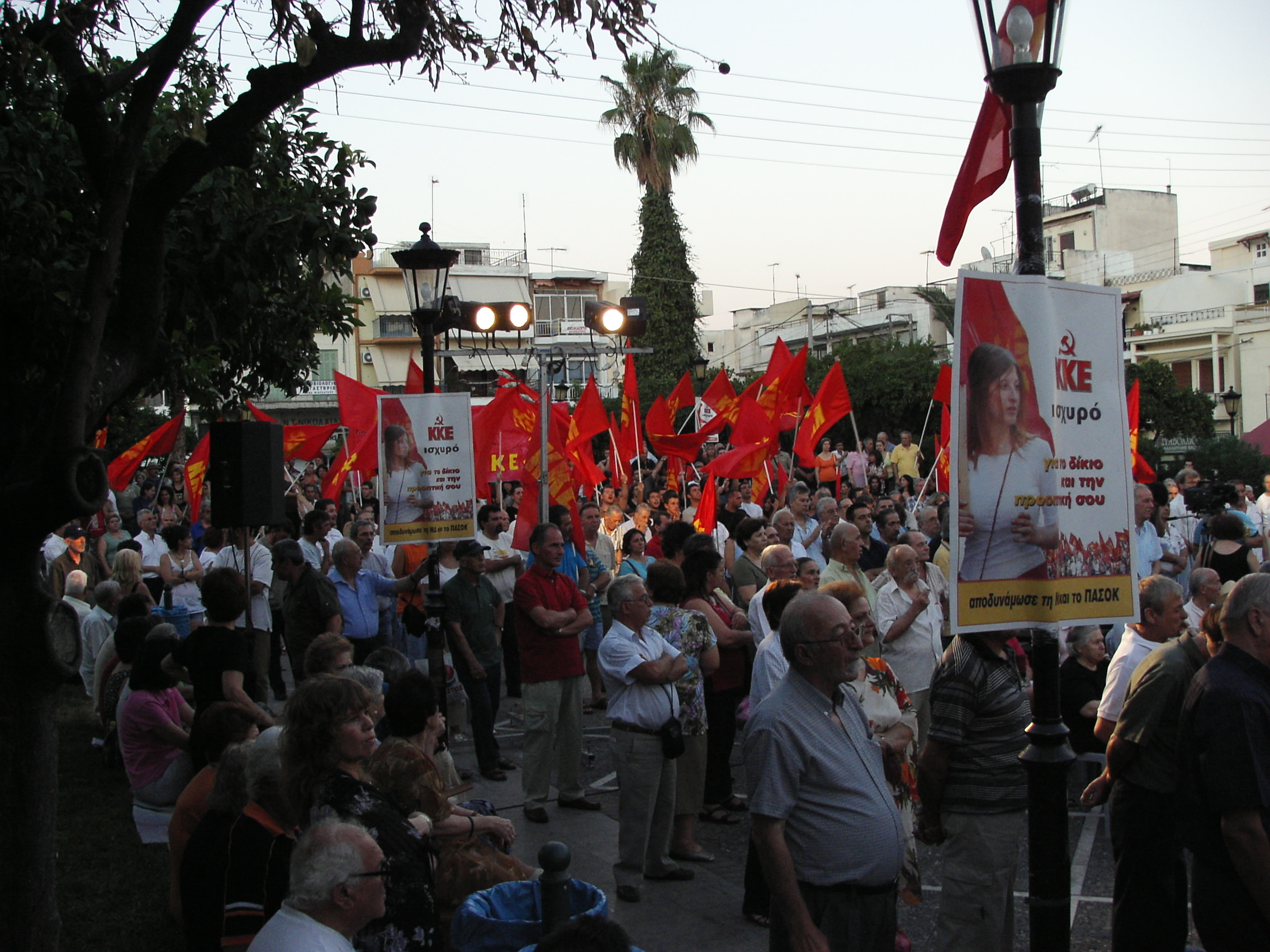
Un meeting del KKE nel Pireo

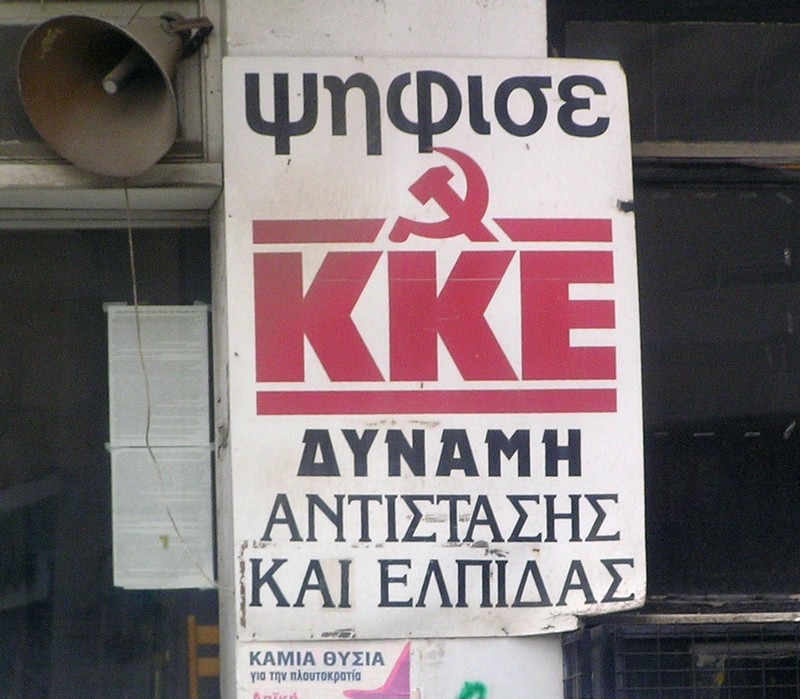
Manifesto del partito

Nel 1974, Kōnstantinos Karamanlīs legalizzò il Partito comunista greco. Esso entra a far parte ufficialmente dell'EDA (Ενιαία Δημοκρατική Αριστερά), Unione Democratica della Sinistra, che aveva già sostenuto durante la proibizione e la clandestinità. Da allora e fino al 1989 il KKE ebbe intorno al 10% dei voti nelle elezioni politiche.
Nel 1989 il KKE entrò in una larga coalizione di sinistra, la Coalizione della Sinistra, dei Movimenti e dell'Ecologia (Συνασπισμός της Αριστεράς και της Προόδου): Synaspismos che costituiva anche il tentativo di riconciliazione tra il KKE e il KKE dell'interno. Il Synaspismos entrò in un governo con il partito di destra Nea Dimokratia, pur di impedire al PASOK di Andreas Papandreou (accusato di corruzione) di restare al potere. Ciò non fu accettato da molti elettori, che smisero di votare il KKE e il Synaspismos.
Dopo il 1993 i voti precipitarono intorno al 6% per poi risalire all'8% circa; con questi consensi, resta il terzo partito del Parlamento Greco.

### Il KKE e l'Unione europea
Il KKE si è battuto contro l'ingresso della Grecia nella Comunità europea (ora Unione europea) ed ha anche chiamato al voto contro il Trattato di Maastricht e l'allargamento dell'Unione.
In occasione del 3º congresso della Sinistra europea, tenutosi a Parigi dal 3 al 5 dicembre 2010, ha espresso una posizione nettamente critica alla stessa esistenza di un partito europeo, auspicando per converso «il rafforzamento della cooperazione su un piano paritario tra partiti comunisti e operai in Europa, sulla base del marxismo-leninismo e dell'internazionalismo proletario, indipendentemente dai termini e dalle condizioni fissate dall'UE». Proprio per questo il KKE si è successivamente distaccato dalla Sinistra Europea e ha contribuito alla creazione dell'Iniziativa dei Partiti Comunisti e Operai d'Europa.

### Periodo dal 2004 - 2009
Alle Elezioni parlamentari in Grecia del 2004 il KKE ottiene 12 seggi. Alle elezioni legislative del settembre 2007, il KKE ha superato l'8% dei voti e ottenendo 22 deputati, confermandosi così il terzo partito di Grecia.
Alle elezioni anticipate del 2009, il KKE ha ottenuto oltre l'8% dei voti, confermando il trend di crescita degli ultimi anni e ottenendo 21 seggi.

### Le amministrative del 2010
Nelle amministrative del 2010, il KKE ha ottenuto una forte affermazione, raggiungendo una media di consensi dell'11%.

### Le elezioni politiche del 2012
Il KKE partecipa alle elezioni parlamentari in Grecia del maggio 2012, ottenendo l'8,5% dei voti: ciò gli consente di avere 26 seggi sui 300 totali. Il partito, fortemente euroscettico, non accetterà di entrare in coalizione né con Nuova Democrazia né con il PASOK, e neppure con SYRIZA. Alle elezioni parlamentari in Grecia del giugno 2012 il KKE ottiene il 4,5% dei consensi, facendo perdere al partito 14 seggi, mantenendone 12 al Parlamento Ellenico. Il KKE non entrerà nel governo di unità nazionale di Antōnīs Samaras, formato da ND, PASOK e DIMAR.

### Le elezioni politiche del 2015
Con la mancata elezione dell'ex commissario europeo Stavros Dimas come presidente della Repubblica di Grecia, cade il governo di coalizione Nd-Pasok presieduto da Antōnīs Samaras ed il Paese torna alle elezioni anticipate a gennaio 2015.
Le elezioni sono vinte da SYRIZA che ottiene il 36% pari a 149 seggi senza però la maggioranza assoluta. Il KKE ottiene il 5,5% pari a 15 deputati e nonostante sia in calo rispetto al 6,1% delle europee 2014 diventa quinto partito del Paese dietro a Il Fiume, partito di centrosinistra europeista alla sua prima elezione politica. Nonostante sia dato in procinto di entrare nel governo presieduto da Alexīs Tsipras per una alleanza tra SYRIZA e KKE decide di rimanere all'opposizione mentre Tsipras formerà un esecutivo con gli indipendentisti greci di destra di ANEL.
Dopo le dimissioni di Alexīs Tsipras da primo ministro, il Paese si avvia ad elezioni anticipate in settembre. Il KKE consolida il suo 5,6% con 301.632 voti, risultando il quinto partito.

### Le elezioni del 2019
Alle elezioni europee del Maggio 2019 il KKE mantiene due eletti nonostante un calo nei voti assoluti. Gli eletti mantengono la decisioni di non aderire a nessun gruppo parlamentare.
Anche alle elezioni politiche del Luglio 2019 il KKE subisce un lieve arretramento nei voti assoluti, ma mantiene un gruppo parlamentare di 15 eletti all'opposizione del nuovo governo guidato da Nuova Democrazia.

### Rapporti internazionali
Il KKE ha rapporti con molti partiti comunisti dell'area marxista-leninista, come ad esempio il Partito Comunista di Cuba e il Partito Comunista del Venezuela. Inoltre intrattiene rapporti regolari con le FARC-EP. Il KKE è stato tra i membri fondatori dell'Iniziativa dei Partiti Comunisti e Operai d'Europa, esistita tra il 2013 e il 2023, e in seguito dell'Azione Comunista Europea.
In Italia ha avuto in passato come referente il Partito Comunista, che grazie all’inclusione del simbolo del corrispettivo ellenico nel proprio contrassegno ha potuto presentarsi alle elezioni europee del 2019 senza bisogno di raccogliere firme, salvo poi interrompervi i rapporti nel 2023, in favore del Fronte Comunista, partito anch'esso aderente all'ACE.

## Scissioni
- 1964 – Organizzazione dei Marxisti-Leninisti di Grecia, (nel 1976 confluisce nel Partito Comunista di Grecia (marxista-leninista) (KKE (ml)) e nel Partito Comunista Marxista-Leninista di Grecia (ML KKE))
- 1968 – Partito Comunista di Grecia dell'Interno (KKE interno), (nel 1987 confluisce in Sinistra Ecologista Comunista Rinnovatrice (AKOA) e Synaspismos)
- 2004 – Movimento per l'Unità d'Azione della Sinistra (KEDA)

## Primi segretari e segretari generali

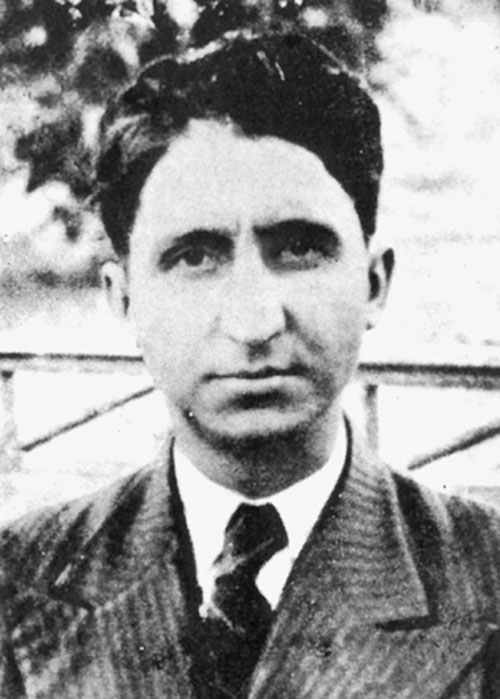
Pandelis Pouliopoulos, sostenitore del carattere internazionalista e rivoluzionario del movimento comunista

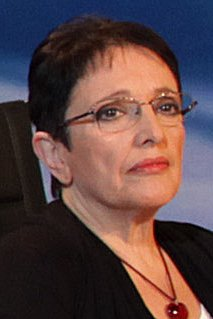
Aleka Papariga, la segretaria generale più longeva del KKE (1991–2013)

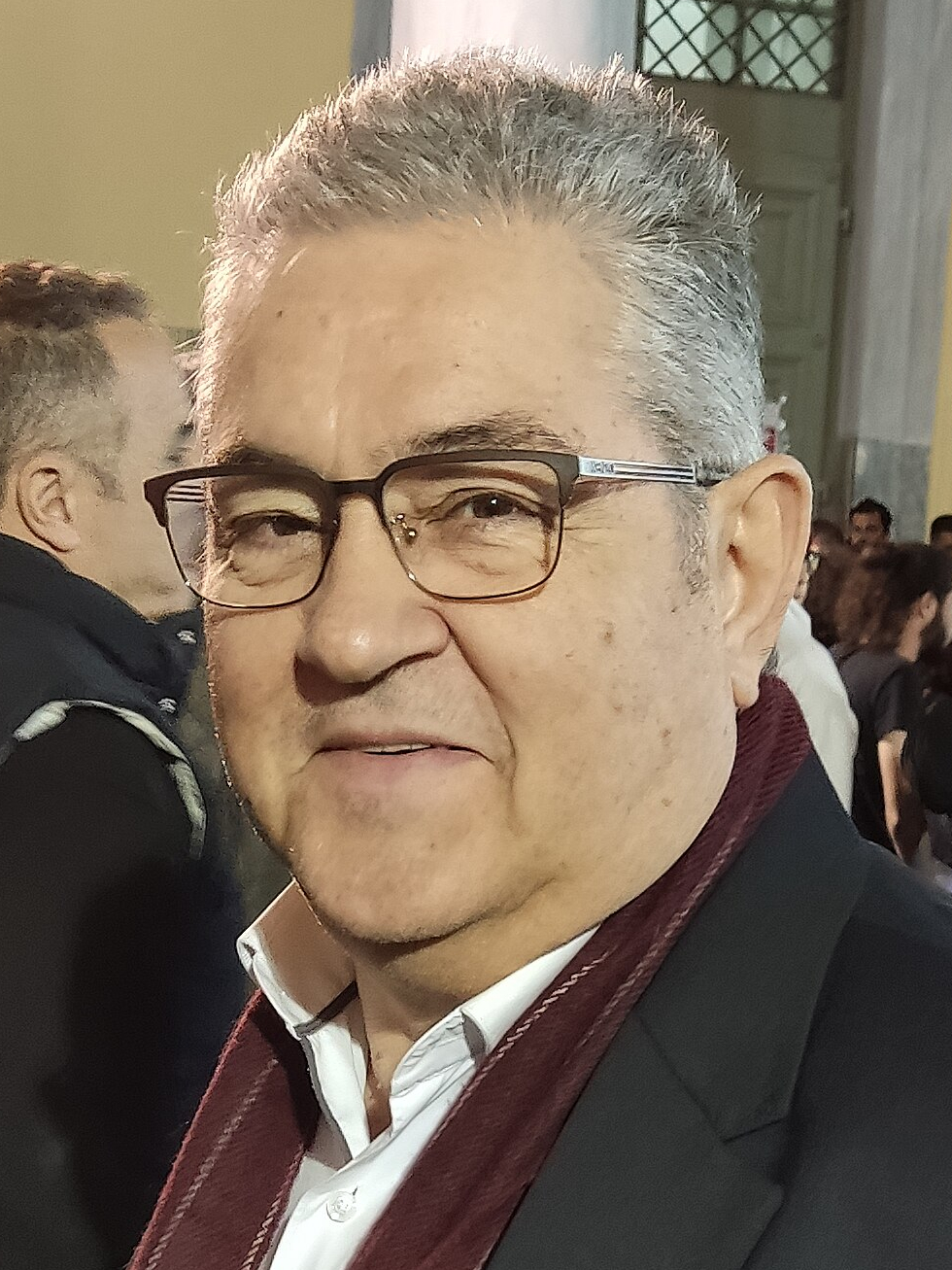
Dimitris Koutsoumpas, segretario generale in carica del KKE dal 2013

1. Nikolaos Dimitratos (novembre 1918 – febbraio 1922), espulso dal partito con l'accusa di "comportamento sospetto"
2. Yanis Kordatos (febbraio-novembre 1922)
3. Nikolaos Sargologos (novembre 1922 – settembre 1923), espulso dal partito con l'accusa di "spionaggio"
4. Thomas Apostolidis (settembre 1923 – dicembre 1924), espulso dal partito con l'accusa di "opportunismo"
5. Pandelis Pouliopoulos (dicembre 1924 – settembre 1925)
6. Eleftherios Stavridis (1925–1926), espulso dal partito con l'accusa di posizione politica filo-borghese
7. Pastias Giatsopoulos (settembre 1926 – marzo 1927), espulso dal partito con l'accusa di "liquidarismo"
8. Andronikos Chaitas (marzo 1927 – 1931), espulso dal partito e giustiziato in Unione Sovietica nel 1938
9. Nikos Zachariadis (1931–1936), primo mandato
10. Andreas Tsipas (luglio 1941 – settembre 1941)
11. Georgios Siantos (gennaio 1942 – maggio 1945), ad interim fino al ritorno di Zachariadis
12. Nikos Zachariadis (maggio 1945 – marzo 1956), secondo mandato
13. Apostolos Grozos (marzo – giugno 1956)
14. Kostas Koligiannis (giugno 1956 – dicembre 1972)
15. Charilaos Florakis (dicembre 1972 – luglio 1989)
16. Grigoris Farakos (luglio 1989 – febbraio 1991), si è dimesso dal partito per unirsi a Synaspismos
17. Aleka Papariga (febbraio 1991 – aprile 2013)
18. Dimitris Koutsoumpas (dall'aprile 2013)

## Congressi
- Primo Congresso Socialista Panellenico (congresso di fondazione del SEKE) – novembre 1918, Pireo
- II Congresso – aprile 1920, Atene
- Congresso pre-elettorale straordinario – settembre 1920, Atene
- Congresso straordinario – ottobre 1922, Atene
- Congresso pre-elettorale straordinario – settembre 1923, Atene
- III Congresso (straordinario) – 26 novembre-3 dicembre 1924, Atene
- III Congresso (ordinario) – marzo 1927, Atene
- IV Congresso – dicembre 1928, Atene
- V Congresso – marzo 1934, Atene
- VI Congresso – dicembre 1935, Atene
- VII Congresso – ottobre 1945, Atene
- VIII Congresso – agosto 1961 (illegale)
- IX Congresso – dicembre 1973 (illegale)
- X Congresso – maggio 1978
- XI Congresso – Dicembre 1982, Atene
- XII Congresso – maggio 1987
- XIII Congresso – 19-24 febbraio 1991, Atene
- XIV Congresso – 18-21 dicembre 1991, Atene
- XV Congresso – 22-26 maggio 1996, Atene
- XVI Congresso – 14-17 dicembre 2000, Atene
- XVII Congresso – 9-12 febbraio 2005, Atene
- XVIII Congresso – 18-22 febbraio 2009, Atene
- XIX Congresso – 11-14 aprile 2013, Atene
- XX Congresso – 30 marzo – 2 aprile 2017, Atene
- XXI Congresso – 24-27 giugno 2021, Atene

Le delegazioni del KKE parteciparono alle conferenze internazionali dei partiti comunisti e operai (1957, 1960, 1969, Mosca). Il KKE accettò i documenti approvati durante le conferenze.

## Risultati elettorali
| Elezione                 | Voti    | %     | Seggi    | Posizione   |
| ------------------------ | ------- | ----- | -------- | ----------- |
| Parlamentari 1989        | 734,552 | 10,97 | 21 / 300 | Maggioranza |
| Parlamentari 1990        | 677.059 | 10,28 | 15 / 300 | Opposizione |
| Parlamentari 1993        | 313.087 | 4,54  | 9 / 300  | Opposizione |
| Parlamentari 1996        | 380.167 | 5,61  | 11 / 300 | Opposizione |
| Parlamentari 2000        | 379.517 | 5,53  | 11 / 300 | Opposizione |
| Parlamentari 2004        | 436.573 | 5,90  | 12 / 300 | Opposizione |
| Parlamentari 2007        | 583.815 | 8,15  | 22 / 300 | Opposizione |
| Parlamentari 2009        | 517.154 | 7,54  | 21 / 300 | Opposizione |
| Parlamentari 2012 (Mag.) | 536.072 | 8,48  | 26 / 300 | Opposizione |
| Parlamentari 2012 (Giu.) | 277.122 | 4,50  | 12 / 300 | Opposizione |
| Parlamentari 2015 (Gen.) | 338,138 | 5,50  | 15 / 300 | Opposizione |
| Parlamentari 2015 (Set.) | 301,632 | 5,60  | 15 / 300 | Opposizione |
| Parlamentari 2019        | 299.592 | 5,30  | 15 / 300 | Opposizione |
| Parlamentari 2023 (Mag.) | 426.628 | 7,23  | 26 / 300 | Opposizione |
| Parlamentari 2023 (Giu.) | 401.187 | 7,69  | 21 / 300 | Opposizione |
| 1.                       |         |       |          |             |

Europee:
| Elezione     | Voti    | %    | Seggi  |
| ------------ | ------- | ---- | ------ |
| Europee 1994 | 410.741 | 6,29 | 2 / 25 |
| Europee 1999 | 557.365 | 8,67 | 3 / 25 |
| Europee 2004 | 580.396 | 9,48 | 3 / 24 |
| Europee 2009 | 425.963 | 8,35 | 2 / 22 |
| Europee 2014 | 349.255 | 6,11 | 2 / 21 |
| Europee 2019 | 302.677 | 5,35 | 2 / 21 |
| Europee 2024 | 367.796 | 9,25 | 2 / 21 |